# Battaglia di Venta y Media
La battaglia di Venta y Media fu uno scontro armato combattuto tra il 20 e il 21 ottobre 1815, nell'ambito delle guerre d'indipendenza ispanoamericana, tra forze dell'esercito allestito dal governo rivoluzionario di Buenos Aires e truppe realiste fedeli al viceré spagnolo del Perù.
La battaglia si svolse nelle vicinanze del lago Poopó, in Alto Perù (futura Bolivia). L'avanguardia dell'esercito patriota di José Rondeau, guidata da Martín Rodríguez, cercò di sorprendere la guarnigione realista che il comandante Joaquín de la Pezuela aveva dislocato nel villaggio di Venta y Media agli ordini di Pedro Antonio Olañeta; l'attacco fallì, e gli spagnoli ottennero un'importante vittoria nei confronti degli indipendentisti.

## Antefatti
Dopo le sconfitte di Vilcapugio e Ayohuma, i resti dell'esercito patriota furono costretti alla fine del 1813 a ritirarsi dal territorio dell'Alto Perù, inseguiti dall'esercito spagnolo, che occupò Salta nel gennaio del 1814; l'avanzata realista fu disturbata dalla retroguardia patriota di Manuel Dorrego e dalle milizie irregolari di gauchos locali guidate da Martín Miguel de Güemes, che iniziarono una serie di operazioni di guerriglia nei confronti degli invasori.
La notizia della disfatta, nel frattempo, aveva convinto il governo di Buenos Aires a sostituire Manuel Belgrano con José de San Martín nel ruolo di comandante dell'esercito patriota; quest'ultimo, dopo aver riorganizzato le truppe, accampò motivi di salute per farsi presto esonerare dall'incarico. Al suo posto fu infine designato José Rondeau.
La caduta della piazza militare spagnola di Montevideo, unita alla ribellione di Cusco, Cochabamba e altre città alle spalle dell'esercito resero insostenibile, a metà del 1814, la posizione dell'esercito realista a Salta; l'imminente arrivo delle truppe patriote vittoriose sul fronte orientale e la possibilità che le ribellioni tagliassero i collegamenti con Lima costrinsero il comandante spagnolo Joaquín de la Pezuela a ritirarsi all'interno dell'Alto Perù e a distaccare alcuni reparti per impiegarli nella repressione. Con le sorti del conflitto apparentemente segnate, il trionfatore di Montevideo, Carlos María de Alvear, si fece nominare comandante dell'esercito patriota; la nomina provocò l'ammutinamento da parte degli alti ufficiali impegnati sul fronte settentrionale, che agli inizi di dicembre del 1814 confermarono invece la loro fiducia in Rondeau. Tornato a Buenos Aires, Alvear costrinse alle dimissioni lo zio, Gervasio Antonio de Posadas, facendosi eleggere Direttore Supremo al suo posto; la conquista del potere, unita ai suoi metodi autoritari, provocò una serie di reazioni che portarono alla sua rapida destituzione nell'aprile del 1815.
Di fronte alla ritirata realista, l'Esercito del Nord, nel quale Rondeau non riusciva ad imporre una pur minima disciplina, iniziò a marciare, invadendo il territorio dell'Alto Perù attraverso la quebrada de Humahuaca; a capo dell'avanguardia patriota fu posto Martín Rodríguez, che nel febbraio del 1815, mentre effettuava con la scorta una ricognizione del terreno, fu catturato da una pattuglia spagnola nello scontro del Tejar. Dopo l'episodio vittorioso di Puesto del Marqués, nel quale i patrioti sorpresero e distrussero un distaccamento realista, l'Esercito del Nord si stabilì a Potosí, dove rimase per circa quattro mesi, permettendo così a Pezuela di riorganizzare il suo esercito ad Oruro; in seguito Rondeau si accampò a Chayanta, dove si spostò con lo scopo di ottenere maggiori risorse alimentari per le sue truppe.
All'inizio di ottobre Pezuela trasferì l'esercito spagnolo nel villaggio di Sora-Sora, che dava maggiori vantaggi strategici, e fece disporre un'avanguardia formata da due battaglioni di fanteria (Cazadores e Partidarios) e da uno squadrone di cavalleria nel villaggio di Venta y Media, a sei leghe di distanza; a comandarla fu posto Pedro Antonio Olañeta. La pattuglia del capitano indipendentista Gregorio Aráoz de Lamadrid, che effettuava la ricognizione del terreno tra i due eserciti, en scoprì la presenza; convinto che fossero presenti nel villaggio solo un battaglione e qualche cavaliere, Lamadrid fece rapporto al comandante dell'avanguardia patriota Martín Rodríguez. Un'ulteriore ricognizione effettuata dal colonnello Diego González Balcarce sembrò confermare il fatto. Allettato dalla possibilità di cogliere di sorpresa il nemico, Rodríguez ottenne da Rondeau il permesso di scatenare l'offensiva, per la quale furono destinati un battaglione di Cazadores ed un reggimento di Dragones.

## La battaglia
La mattina del 20 ottobre 1815 una pattuglia indipendentista arrivata in vista del villaggio scambiò qualche colpo con il nemico, per scoprire il numero delle truppe nemiche; nel resto della giornata, però, Rodríguez, colto anche da un'improvvisa infermità, si mantenne a lungo inattivo. La colonna tornò a muoversi solo in piena notte, quando Lamadrid, che teneva lo posizione più avanzata, sorprese e distrusse un corpo di guardia avanzato; degli uomini che lo componevano si salvò solo il capitano José María Valdez, che riuscì a dare l'allarme. Un contingente di 40 uomini mandati immediatamente fu ugualmente distrutto dai cavalieri della compagnia di Dragones capitanata da Julián Paz, accorsa per soccorrere Lamadrid.
Il campo di battaglia era costituito da una valle larga 200 m, alla sinistra della quale due elevazioni formavano un anfiteatro; al fondo della valle si trovava il villaggio. Percorrendo la valle, le forze patriote si trovarono schierato alla loro sinistra, sull'altura più prossima, un reparto di fanteria nemica; cambiato repentinamente il fronte, i fanti patrioti aprirono il fuoco e avanzarono i loro tiratori, mentre i cavalieri dei Dragones, con Lamadrid e Paz in testa, caricarono l'ala sinistra spagnola, nel tentativo di tagliare i collegamenti con il villaggio.
Di fronte alla carica indipendentista, i Cazadores formarono un quadrato e si ritirarono verso la seconda altura, di quota più elevata, dove nel frattempo era arrivato in loro soccorso il battaglione di Partidarios, che scaricò sulla cavalleria nemica un volume di fuoco tale da costringerla a ritirarsi in disordine. Sotto l'offensiva nemica, anche i fanti furono costretti a ritirarsi senza quasi poter opporre resistenza.

## Conseguenze
I resti delle forze indipendentiste sconfitte raggiunsero il grosso dell'esercito a Chayanta il 22 ottobre. Il comandante realista Pezuela, rinfrancato dal successo, mosse l'esercito cercando di sfruttare il vantaggio della vittoria; a poche leghe di distanza dal nemico, però, fu colto da una terribile nevicata che lo costrinse a fermare la sua marcia.
Rondeau invece intraprese una ritirata su Cochabamba, con lo scopo di riorganizzare le forze; l'indisciplina e le rivalità tra i comandanti, però, minarono a fondo le capacità dell'esercito patriota, che fu irrimediabilmente sconfitto il 27 novembre nella battaglia di Sipe-Sipe.
La battaglia costituì il punto di svolta della terza campagna indipendentista nell'Alto Perù; in essa inoltre perse ogni prestigio Martín Rodríguez, destinato probabilmente a succedere a Rondeau, che fu costretto ad abbandonare il conflitto. In essa inoltre perse per sempre l'uso del braccio destro José María Paz, futuro protagonista delle guerre civili argentine nelle file degli unitarios.